# 제이슨 크라이스
제이슨 크라이스(Jason Kreis, 1972년 12월 29일)는 미국의 축구 선수, 지도자이다. 신생팀 뉴욕 시티 FC의 초대 감독이다.